# Eduard Hallier (Jurist)

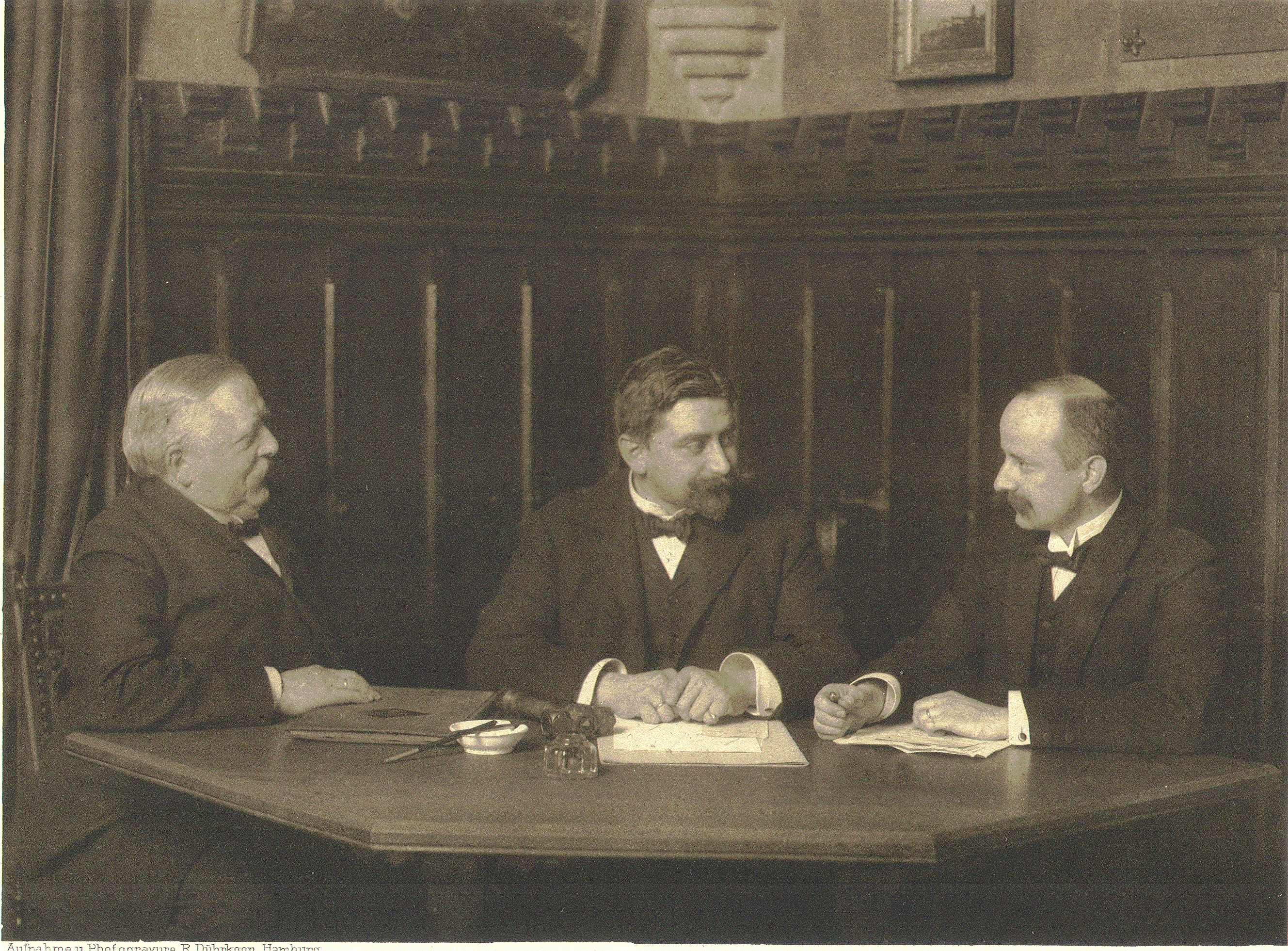
Eduard Hallier (Mitte) mit Benno Hennicke (rechts) und Georg Herman Sieveking (links)

Eduard Hallier (* 23. März 1866 in Hamburg; † 2. Oktober 1959 ebenda) war ein deutscher Rechtsanwalt. Er gilt als der Initiator für eine Volksbibliothek in Hamburg, die heutigen Hamburger Öffentliche Bücherhallen.

## Leben und Wirken
Eduard Hallier war der einzige Sohn eines gleichnamigen Architekten, der sich an der Planung der Kaffeeklappen beteiligt hatte und 1889 starb. Hallier wurde in gesicherten finanziellen Verhältnissen groß, besuchte ein Realgymnasium sowie die Gelehrtenschule des Johanneums. Von 1886 bis 1890 studierte er Jurisprudenz an Universitäten in Freiburg, München, Leipzig und Berlin. Nach dem Examen im Juli 1890 in Berlin promovierte er in Göttingen im selben Jahr. Von August 1890 bis August 1891 bereiste Hallier die Welt und absolvierte anschließend von 1891 bis 1894 ein Referendariat. Im Dezember 1894 bestand er das Assessorexamen und nahm Ende 1894 eine Tätigkeit als Anwalt in Hamburg auf. Gemeinsam mit seinem Schulfreund Georg Blohm gründete er im Februar 1895 eine eigene Kanzlei.
Neben der Tätigkeit als Anwalt engagierte sich Hallier in zahlreichen Vereinen, wohltätigen Einrichtungen und in der Kirche. Durch seine Reisen, insbesondere durch Nordamerika und Großbritannien, waren ihm öffentliche Leihbibliotheken bekannt geworden. Hallier setzte sich für die Einrichtung solcher Hallen in Hamburg ein. Es gelang ihm, die Patriotische Gesellschaft von 1765, deren Mitglied er seit 1897 war, und gemeinsam mit ihr den Senat der Freien und Hansestadt Hamburg von dieser Idee zu überzeugen. Nachdem der Senat ein Lokal zur Verfügung gestellt hatte, eröffnete die erste Hamburger Öffentliche Bücherhalle am 2. Oktober 1899.
Hallier beteiligte sich als Vorsitzender der Patriotischen Gesellschaft im August 1914 an der Gründung der privaten Wohltätigkeitsorganisation Hamburgische Kriegshilfe. Der Anwalt war in führender Position bei den Kriegsküchen tätig, die während des Ersten Weltkriegs warme Mahlzeiten an die Einwohner der Hansestadt ausgaben. Hallier gehörte seit 1929 dem Kirchenvorstand der Sankt Katharinenkirche an und schloss sich bei der Wahl des Vorstands 1933 den Deutschen Christen an. Nach der Wahl zum Gemeindeältesten 1935 gehörte er zum Kollegium der Oberalten. Hallier war zudem Außerordendliches Mitglied im Hamburger Künstlerverein von 1832.

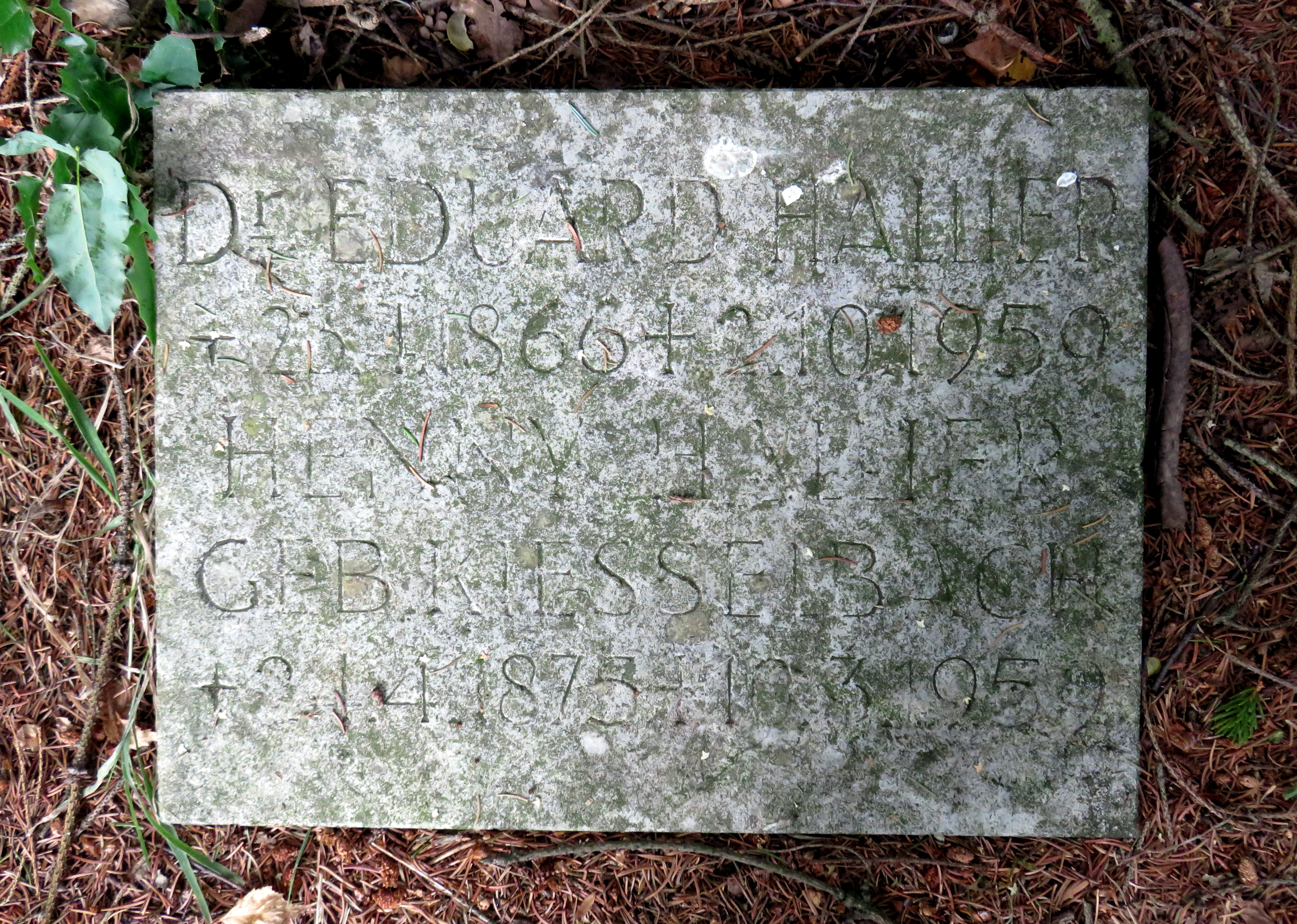
Kissenstein Eduard Hallier auf dem Friedhof Ohlsdorf

Hallier, der seit 1897 Mitglied des Alldeutschen Verbands war, galt als politisch äußerst konservativ. Während der Weimarer Zeit war er Parteimitglied der DVP, zum 1. Mai 1933 trat er der NSDAP bei (Mitgliedsnummer 3.028.698). Hallier selbst äußerte sich hierzu widersprüchlich. Er gab entweder an, aus Überzeugung Mitglied der NSDAP geworden zu sein oder unwissentlich aufgrund der Zugehörigkeit zur DVP.
Bei einem Entnazifizierungsverfahren nach Ende des Zweiten Weltkriegs 1947 galt Hallier als Minderbelasteter der Kategorie III, was den Verlust der Zulassung als Anwalt zur Folge hatte. Hallier ging im selben Jahr in Berufung und galt nun als Mitläufer der Kategorie IV. 1949 erfolgte eine erneute Prüfung, nach deren Abschluss er als entlastet angesehen wurde. Das Amt als Ältester der Patriotischen Gesellschaft gab er 1949 ab. Zwei Jahre später verließ Hallier, nach eigener Aussage nicht aus freiem Willen, die Leitung der Hamburger Bücherhallen. 
Eduard Hallier starb im Oktober 1959 in seiner Geburtsstadt. Er wurde im Bereich der Familiengrabstätte auf dem Ohlsdorfer Friedhof im Planquadrat T 20/T 21 an der Kapellenstraße südwestlich von Kapelle 2 beigesetzt.